# Familia Lope Tablada
La familia Lope Tablada es una familia de pintores segovianos compuesta por Lope Tablada Maeso, Lope Tablada de Diego y Lope Tablada Martín; siendo padre, hijo y nieto respectivamente. Sus obras son de estilo impresionista con pinceladas rápidas, predominando la pintura de genero y de paisaje.

## Lope Tablada Maeso

### Biografía
Lope Tablada Maeso nació en 1877 en Arévalo, trasladándose con su familia a Segovia en 1884. En 1896 obtiene una beca para estudiar artes decorativas en París, volviendo a Segovia en 1897.  Se casó con Magdalena de Diego (nativa de Sepúlveda) y tuvo a Lope Tablada de Diego en 1903. El 10 de diciembre de 1909 fue proclamado concejal del ayuntamiento de Segovia como candidato de la Conjunción Republicano-Socialista. El 11 de diciembre de 1911 es nombrado profesor de dibujo de la Escuela de Artes y Oficios de Segovia. Pierde su puesto como concejal tras las elecciones municipales de 1913 en las que ganaron los candidatos conservadores y volviendo a recuperarlo el 14 de noviembre de 1915. Llegó a ser teniente de alcalde y ejercer como alcalde en 1921 ante la ausencia del mismo, siendo destituido de su cargo en 1930. 
Tras la proclamación de la Segunda República, recuperó su plaza tras las elecciones de 1931, el 4 de octubre de 1931 fue propuesto como diputado para la Asamblea Nacional del Partido Radical, abandonando el partido el 22 de diciembre de 1935 al "No estar conforme con la marcha de nuestro señor jefe Lerroux".
Falleció en 1946

### Obra
Las obras de Tablada Maeso son de estilo modernista, predominando las obras sobre arquitectura, tales como la decoración mural de la bóveda del Teatro Juan Bravo (1918) y del Teatro Cervantes (1923), esta última actualmente desaparecida, constaba de las figuras alegóricas de la Tragedia, la Música y la Danza montadas en un carro tirado por caballos blancos.
Respecto a su obra sobre lienzo, destacan La Plaza Mayor de Segovia y Casas de la Plaza Mayor (1921).

## Lope Tablada de Diego

### Biografía
Lope Tablada de Diego nace el 14 de diciembre de 1903 en la actual Bajada del Carmen, en Segovia. A los nueve años ingresa en la Escuela de Artes y Oficios de Segovia para más tarde, en 1918, ingresar en la Real Academia de Bellas Artes de San Fernando donde conocerá a Salvador Dalí. En 1921 participa en la Exposición de Artistas Segovianos, celebrada en la Granja de San Ildefonso, recibiendo la felicitación personal de la infanta Isabel, la cual adquirió uno de sus cuadros. Vive en Madrid entre 1924 y 1930, en este periodo de tiempo participa en numerosas exposiciones a la vez que  adopta el estilo impresionista en sus obras, utilizando pinceladas rápidas y empastadas.
En 1933 comienza a trabajar en las pinturas murales del Mesón Cándido, en las cuales trabajaría prácticamente hasta su muerte, en 1934 se casa con Juana Martín con la que tendrá tres hijos: Rosa, María del Carmen y Lope. En 1944 obtiene la Medalla de Alfonso X el Sabio a propuesta del Marqués de Lozoya. En 1947, tras la muerte de su padre se muda a Sepúlveda, en la que pinta más de 100 cuadros retratando los paisajes de los alrededores, el y su familia viven en Sepúlveda hasta 1957, año en el que muere su hija María del Carmen y deciden volver a Segovia. Obtiene numerosas medallas en los certámenes "Salón de Otoño" en Madrid y el Alcázar de Oro por parte de la Asociación de Amigos de Segovia.
Fallece el 22 de agosto de 1974 en Madrid.

### Obra
Las obras de Lope Tablada de Diego se distancian significativamente de las de su padre, predominando un estilo impresionista en obras sobre lienzo, siendo los temas favoritos del autor los paisajes, la pintura  siendo algunas de las más destacadas Alegoría de la Republica (1931), Mi hermana Lola (1931), Panorámica de Sepúlveda (1947), Panorámica de Segovia (1963), Los Parrales (1966) y Otoño en la Velilla (1972)

## Lope Tablada Martín

### Biografía
Lope Tablada Martín nació en 1948, participando por primera vez en una exposición de pintura a la temprana edad de nueve años junto a su padre. Desde entonces ha seguido pintando cuadros siguiendo el estilo de su padre.

### Obra
La obra de Lope Tablada Martín es similar a la de su padre, siguiendo un estilo impresionista de pinceladas rápidas y colores vivos. Los principales temas de sus cuadros siguen siendo los paisajes y los cuadros de costumbres, haciendo especial hincapié en las escenas taurinas.